# Semper idem
Semper idem är ett latinskt citat som kommit att räknas som ett bevingat ord. Det betyder "alltid densamme".
Citatet härrör närmast från den romerske författaren Cicero i dennes verk Tusculanæ disputationes. Enligt Cicero är detta dock de ord (då rimligen på grekiska) som Sokrates' beryktade hustru Xantippa skall ha använt om sin mans ansiktsuttryck.